# Typhlodromus montanus
Typhlodromus montanus är en spindeldjursart som beskrevs av Chant och Yoshida-Shaul 1978. Typhlodromus montanus ingår i släktet Typhlodromus och familjen Phytoseiidae. Inga underarter finns listade i Catalogue of Life.